# Комисија за хартије од вриједности Републике Српске
Комисија за хартије од вриједности Републике Српске је стално и независно правно лице, а основни циљ њеног рада је да кроз регулисање, промоцију и надзор обезбједи:
- подршку успостављању и развоју тржишта хартија од вриједности у Републици Српској;
- функционисање уређеног, правичног, отвореног и ефикасног тржишта хартија од вриједности, односно стварање повјерења у све институције и учеснике на тржишту;
- заштиту интереса инвеститора и других учесника на тржишту.

## Састав комсије
Комисију чине предсједник, замјеник предсједника и три члана, које, на приједлог предсједника Републике Српске, именује Народна Скупштина Републике Српске. Мандат чланова Комисије траје пет година. За чланове Комисије могу бити именовани домаћи и инострани стручњаци, односно лица која имају високу стручну спрему економског или правног смјера и посједују лична својства која их чине достојним за обављање ове функције.
Поред осталих ограничења, утврђених законом, чланови Комисије не могу бити:
чланови политичких партија и учествовати у политичким активностима које су неспојиве са радом у Комисији,
чланови органа законодавне, извршне или судске власти, надзорног или управног одбора било којег акционарског друштва или предузећа за пословање са хартијама од вриједности,
обављати било који други посао уз накнаду, изузев научних, истраживачких и предавачких активности,
посједовати, директно или индиректно, више од 5% акција било којег акционарског друштва или предузећа за пословање са хартијама од вриједности и
обављати дјелатност или проводити активности које су у супротности са начелима заштите инвеститора или самосталности Комисије.

## Надлежности и овлаштења
Комисија за хартије од вриједности Републике Српске:
доноси прописе којима се регулише функционисање тржишта хартија од вриједности у Републици Српској,
прописује услове, начин издавања и промет хартија од вриједности путем јавне понуде,
издаје дозволе и одобрења за оснивање и врши надзор над радом инвестиционих фондова, друштава за управљање инвестиционим фондовима и овлаштених учесника на тржишту хартија од вриједности,
контролише поштовање правила уобичајене трговине и лојалне конкуренције у трговини хартијама од вриједности,
организује, предузима и надгледа мјере којима се осигурава ефикасно функционисање тржишта хартија од вриједности и заштита интереса инвеститора,
прописује елементе обавезног извјештавања инвеститора и јавности о пословању емитената и других учесника на тржишту хартија од вриједности, те врши надзор над примјеном,
обуставља емисију и промет појединих хартије од вриједности и предузима друге активности у случају манипулација или шпекулација у промету хартија од вриједности или када процјени да су тим активностима угрожени интереси инвеститора и јавности, или те активности нису у складу са законом,
прати и проучава стање и кретање на тржишту хартија од вриједности,
у случају повреде законских одредби и других прописа спроводи претходне радње, изриче прекршајне казне и предузима друге мјере за које је надлежна,
даје информације и шири знања о дјеловању тржишта хартија од вриједности,
сарађује са сродним организацијама у иностранству.